# Middlemore (Nouvelle-Zélande)
 (février 2025).
Si vous disposez d'ouvrages ou d'articles de référence ou si vous connaissez des sites web de qualité traitant du thème abordé ici, merci de compléter l'article en donnant les références utiles à sa vérifiabilité et en les liant à la section « Notes et références ».
Middlemore est une banlieue de l’ancien Manukau City, une des 4 cités, qui ont formé jusqu’en 2010, la conurbation d’Auckland, dans le nord de l’île du Nord de la Nouvelle-Zélande, maintenant incorporée dans la cité d’Auckland elle-même.

## Situation
La banlieue est localisée sur les terres plates situées au niveau du bord sud de l’isthme d ’ Otahuhu, à l’extrémité du bras du fleuve Tamaki et à 18 kilomètres au sud-est de  centre commercial de la cité d’Auckland.
Elle est localisée sur le trajet de la State Highway 1/S H 1, et de la ligne de chemin de fer de la ligne principale de l’île du Nord (en), qui passe près de Hôpital Middlemore

## Municipalités limitrophes
C’est le siège de la gare de Middlemore (en) et de l’hôpital de Hôpital Middlemore

## Installations
Les éléments du paysage les mieux connus de Middlemore sont l’hôpital et le parcours du      « Auckland Golf Club », qui entoure le terrain de l’hôpital.
Adjacent aux deux, se trouve le « college d’Otahuhu », qui est une école secondaire privée nommée King's College d’Auckland (en).